# Meru (län)
Meru är ett län i Kenya. Det ligger i den centrala delen av landet, 160 km nordost om huvudstaden Nairobi. Antalet invånare är 1 356 301. Arean är 6,9 kvadratkilometer.
Terrängen i Meru är platt österut, men västerut är den kuperad.
Följande samhällen finns i Meru:
- Meru